# Edge of Normal (Webserie)
Edge of Normal es una serie web estadounidense que mezcla ciencia ficción y drama creada por la cineasta Amanda Overton como parte de su proyecto de tesis en la Universidad del Sur de California. Amanda, inspirada por el amor que tenía por los cómic de super héroes y películas como X-Men y Batman, creó Edge of Normal como una mezcla única de ciencia ficción, drama y elementos heroícos en un formato serializado para la web.
En 2013 la serie web fue comprada para distribución por Wonderly.  Wonderly es una red multicanal en Youtube y filial de Big Frame, que se enfoca en el desarrollo de contenido web por mujeres, para mujeres.
Edge of Normal estrenó su primera temporada el 16 de julio de 2013, con el episodio «Natalie».

## Sinopsis
La serie web se enfoca en seis mujeres jóvenes que poseen poderes extraordinarios, misteriosos y peligrosos, y su lucha por crecer en un mundo donde sus errores tienen consecuencias mortales. La primera temporada se compone de seis episodios, uno por cada joven, y cuentan la historia de como deben unirse para salvar a una de ellas de su maltratador y superpoderoso padre.

## Personajes
- Devin Brooke como Natalie Reed: Tiene 17 años. Su habilidad es leer mentes. Natalie, puede escuchar los pensamientos de las personas, o a través de contacto visual ver y sentir sus recuerdos. Su familia compuesta por su madre, padrastro y hermano gemelo reside actualmente fuera de la ciudad, por lo cual vive con su abuela materna.

- Anna Rubley como Gretchen Summers: Tiene 18 años. Possee memoria fotográfica y su habilidad es controlar dispositivos electrónicos como cámaras, teléfonos y computadores entre otros. Gretchen vive con su madre Francine Summers. Ellas fueron abandonadas por su padre, Frank, el cual tiene historial de tendencias violentas.

- Nik Isbelle como Kris Freeman: Tiene 17 años. Su habilidad es la generación de un pulsos de energía que hace que quienes la reciban queden inconscientes. Kris es muy protectora e impulsiva, vive con su madre, Bonnie Freeman, y su hermana, Kimmi.  Kris actúa como la principal figura paterna y de protección de su hermana menor.

- Allie Shea como Kimmi Freeman: Tiene 12 años. Su habilidad, ver el futuro mediante la proyección de su conciencia en el tiempo. Kimmi vive con su madre, Bonnie Freeman y su hermana Kris. A pesar de la presencia física de su madre, Kris es su principal figura paterna y de protección.

- Katie Orr como Riley Marks: Tiene 18 años. Su habilidad, shapeshifter pasiva, su apariencia física cambia basado en la percepción de quien la observa. Siempre escuchando música en sus auriculares, Riley considera su habilidad más una carga que un beneficio.

- Sarah Colbert como Evey Simms: Tiene 15 años. Su habilidad es desconocida hasta el episodio 6. Evey no habla, y ha sido separada de su madre y ha andado sin hogar desde hace más de tres años.

## Episodios
| 1 | «Natalie»                                                | 16 de julio de 2013     |
| En este episodio conocemos a Natalie, quien tiene la habilidad de leer mentes y quien se esfuerza por controlar su poder. Durante un receso en su trabajo, Natalie encuentra a Evey en un callejón afuera de la cafetería donde trabaja y percibiendo que Evey podría tener superpoderes, intenta hacerse su amiga. Evey es una joven indigente con un pasado oscuro y misterioso. El episodio termina cuando Gretchen, amiga de Natalie, aparece en el medio de la noche con una gran herida en la cabeza.                                                                     |                                                          |                         |
| 2 | «Gretchen»                                               | 23 de julio de 2013     |
| Este episodio comienza donde quedó el anterior e introduce a Gretchen, una patrullera de noche, que usa sus habilidades con el apoyo de su amiga Kris para poner a los malos tras las rejas. Gretchen se encuentra en apuros cuando su superpoderoso y maltratador padre finalmente regresa a casa. Fuera de opciones, Gretchen acude a Natalie por ayuda. |                                                          |                         |
| 3 | «Kimmi»                                                  | 30 de julio de 2013     |
| Este episodio introduce a Kimmi, una delicada niña de 12 años de edad, con la habilidad de ver el futuro. Para salvar a Gretchen de su padre, Natalie debe recurrir a Kimmi. Pero leer la mente frágil de Kimmi es peligroso y no viene sin un precio, tanto para Natalie como para las demás chicas. |                                                          |                         |
| 4 | «Riley»                                                  | 6 de agosto de 2013     |
| Este episodio introduce a Riley, su habilidad de cambiar de forma según la percepción de quien la observa será de mucha ayuda en lo que planea Natalie, quién deberá convencerla de ayudarles a enfrentar a Frank, el papá de Gretchen. La visión del futuro percibida por Kimmi pone tiempo límite a la vida de Gretchen, por lo cual las seis chicas deben ponerse de acuerdo para ayudarla. |                                                          |                         |
| 5 | «Kris»                                                   | 13 de agosto de 2013    |
| Este episodio revela el misterio detrás de la habilidad de Kris, y Natalie utiliza este conocimiento para crear un plan de como detener a Frank, con la ayuda de las demás chicas. Kris hace caso omiso de las advertencias de Natalie cuando Gretchen se ve amenazada, y paga por ello. Frank toma ventaja y en un momento de ira deja tanto Kris como Gretchen al borde de la muerte. |                                                          |                         |
| 6 | «Evey»                                                   | 20 de agosto de 2013    |
| Este es el último episodio de la primera temporada y se centra en Evey. Con la revelación de la verdadera naturaleza de Frank y dos de las chicas apenas con vida, Evey decide arriesgarlo todo para salvar a sus nuevas amigas. Pero un traidor se revela y un trato peligroso es ejecutado lo cual deja a Evey prisionera del misterioso grupo «Infinito». |                                                          |                         |
| Contenido adicional |                                                          |                         |
| N/A | «Natalie's Vlog, Kris's iPhone videos and Secret Scenes» | 3 de septiembre de 2013 |
| Paralelo al estreno de cada episodio, videos extra fueron estrenados como contenido adicional de soporte a la historia principal. Los video logs de Natalie muestran su búsqueda para encontrar a otros como ella. Los videos de Kris, los cuales graba con su iPhone, muestran su proceso para tratar de comprender su poder, y su camino para convertirse en patrullera nocturna con Gretchen. Las escenas secretas ayudan a dar más contexto a los episodios principales y están vinculadas a través de botones emergentes que sirven como una ramificación de la narración. |                                                          |                         |

## Recepción de la crítica
Edge of Normal ha tenido un recibimiento inicial muy positivo en la comunidad de usuarios de la red multicanal Wonderly, manteniendo un constante aumento en el número de reproducciones desde su estreno el 16 de julio de 2013. La prensa en general ha sido favorable llamándola "Inteligente aunque a veces torpe",  con reseñas en AfterEllen, Snobby Robot, Autostraddle, Paper Droids, videoInk, y el podcast de Indie intertube.
El episodio "Evey" clasificó entre las top tres web series de la semana del género Indie, en agosto de 2013.  La serie fue destacada, en ese mismo mes, por el sitio web de noticias y entretenimiento Autostraddle,, como uno de los mejores videos en Internet que debería ser visto. La comunidad del sitio web Lesbicanarias describió la serie como un diamante en bruto.
Edge of Normal también ha sido mencionada en diversos blogs como: Vox Magazine, donde calificaron la serie como una web serie que hay que ver,, Deborarte, PNT TV Network y wiwmonline.com.